# Уран (планета)
Ура́н — сьома від Сонця велика планета Сонячної системи, що належить до газових гігантів. Діаметр Урана в 4 рази більший за Землю, а його маса — в 14,5 раза більша за земну, що робить його третьою за діаметром і четвертою за масою планетою Сонячної системи.
Уран став першою планетою, відкритою у Новий час і за допомогою телескопа. Про відкриття Урана англійський астроном Вільям Гершель повідомив 13 березня 1781 року, тим самим уперше з часів Античності розширивши межі Сонячної системи. Хоча деколи Уран помітний неозброєним оком, ранні спостерігачі ніколи не визнавали Уран за планету через його тьмяність та повільний рух орбітою. Планета названа ім'ям античного божества Урана, уособлення неба та піднебесного простору.
На відміну від інших газових гігантів Сатурна та Юпітера, які складаються переважно з водню і гелію, у надрах Урана та схожого з ним Нептуна відсутній металічний водень. Проте в них є багато високотемпературних модифікацій льоду — з цієї причини фахівці виділили ці дві планети в окрему категорію «крижаних гігантів». Зокрема, надра Урана складаються здебільшого з льодів і гірських порід.
Основу атмосфери Урана складають водень і гелій. Крім того, у ній виявлені сліди метану та інших вуглеводнів, а також хмари з льоду, твердого аміаку та водню. Уран має найхолоднішу планетарну атмосферу в Сонячній системі з мінімальною температурою 49 К (−224 °C). Вважається, що Уран має складну шарувату структуру хмар, де водяна пара складає нижній шар, а метан — верхній.
Як й інші газові гіганти Сонячної системи, Уран має систему кілець та магнітосферу. Крім того, навколо нього обертаються 27 супутників. Орієнтація Урана в просторі відрізняється від інших планет Сонячної системи — його вісь обертання лежить ніби на боці відносно площини обертання навколо Сонця. Унаслідок цього планета буває оберненою до Сонця то північним полюсом, то південним, то екватором, то середніми широтами.
У 1986 році американський космічний апарат «Вояджер-2» передав на Землю знімки Урана, які він зробив, пролітаючи на відстані 81 500 кілометрів від планети.

## Історія відкриття Урана
Протягом багатьох сторіч астрономи Землі знали тільки п'ять «мандрівних зірок» — планет. Вільям Гершель, який взявся до реалізації грандіозної програми упорядкування повного систематичного каталогу зоряного неба, 13 березня 1781 року помітив поблизу однієї із зірок сузір'я Близнят цікавий об'єкт, який, вочевидь, не був зорею: його видимі розміри змінювалися залежно від збільшення телескопа, а найголовніше — змінювалося його розташування на небі. Гершель спочатку вирішив, що відкрив нову комету (його доповідь на засіданні Королівського товариства 26 квітня 1781 року так і називалася — «Повідомлення про комету»), але від кометної гіпотези незабаром довелося відмовитися.
Перші нечисленні спостереження ще не давали змоги досить точно визначити параметри орбіти нової планети. Але, по-перше, кількість цих спостережень швидко збільшувалося, а по-друге, ретельне дослідження каталогів минулих спостережень дало змогу переконатися, що планета неодноразово фіксувалася й раніше, проте її вважали зорею, що також помітно збільшувало число спостережень. Так, можливо, найбільш раннім спостереженням Урана було спостереження, зроблене Гіппархом, який у 128 році до н. е. міг записати його у своєму зоряному каталозі як зорю, що потім був включений в «Альмагест» Птолемея. Перше однозначне спостереження відбулося в 1690 році, коли Джон Флемстид спостерігав Уран щонайменше шість разів, вносячи його в каталог як 34 Tauri. Французький астроном П'єр Лемоньє (фр. Pierre Charles Le Monnier) спостерігав планету щонайменше 12 разів між 1750 і 1769 роками, зокрема чотири ночі поспіль.
Невдовзі після відкриття Урана, з підвищенням точності спостережень, астрономи звернули увагу на загадкові аномалії в русі планети: він то відставав від розрахованого положення на своїй орбіті, то випереджав його. Теоретичне пояснення цих аномалій призвело до нової знахідки — відкриття Нептуна.

### Назва
Англійський астроном Невіль Маскелін написав Гершелю лист, у якому попросив його зробити послугу астрономічному співтовариству і дати назву планеті, відкриття якої — цілком його заслуга. У відповідь Гершель запропонував назвати планету «зорею Георга» (лат. Georgium Sidus) або «планетою Георга» на честь короля Георга III, який призначив Гершеля королівським астрономом. Французький астроном Жозеф Лаланд запропонував назвати планету Гершелем на честь її першовідкривача. 
Німецький астроном Йоганн Боде першим з учених висунув пропозицію назвати планету Ураном, на честь бога неба з грецького пантеону. Він висунув такий аргумент: «позаяк Сатурн був батьком Юпітера, то нову планету слід назвати іменем батька Сатурна». Назву «Уран» вперше вжито в публікації 1823 року, через рік після смерті Гершеля. Вона закріпилася після публікації Морського альманаху 1850 року.

## Орбіта та обертання
Уран рухається навколо Сонця майже круговою орбітою (ексцентриситет орбіти 0,047), середня відстань від Сонця у 19 разів більша, ніж у Землі, і становить 2871 млн км, або ж 20 астрономічних одиниць (а. о.). Різниця між максимальною й мінімальною відстанню до Сонця складає 1,8 а. о. Площина орбіти нахилена до екліптики під кутом 0,8°. Один оберт навколо Сонця Уран здійснює за 84,01 земного року. З моменту відкриття планета робить третій повний оберт, який закінчиться у 2031 році. Період власного обертання Урана становить 17 годин 14 хвилин. Як і в інших планет-гігантів, у верхній атмосфері планети присутні сильні вітри, направлені в сторону обертання. На деяких широтах, зокрема вище 60° в південній півкулі, видимі особливості атмосфери обертаються набагато швидше, роблячи повний оберт лише за 14 годин.
Елементи орбіти Урана обчислив П'єр-Симон Лаплас в 1783 році. З часом почали накопичуватися розбіжності між розрахованою орбітою і спостереженнями, тож в 1841 році Джон Адамс запропонував пояснити цей факт гравітаційним впливом ще не відкритої планети. Урбан Левер'є в 1845 році теоретично розрахував положення нової планети на основі збурень орбіти Урана, а в 1846 році Нептун був відкритий Йоганном Ґалле поблизу передбачених Левер'є координат.

### Нахил осі обертання
Обертання Урана має низку відмінних рис: вісь його обертання майже паралельна до площини орбіти (площина екватора нахилена під кутом 98° до площини орбіти), а напрямок обертання зворотний напрямку обертання навколо Сонця (з усіх інших планет зворотний напрямок обертання спостерігається тільки у Венери). Перший факт призводить до того, що майже на всій планеті немає добової зміни дня і ночі. І на полюсах, якими планета почергово повертається до Сонця, і на більшості широт день і ніч змінюється посезонно, триваючи приблизно по 42 роки. Лише на вузькій смузі навколо екватора день і ніч змінюють одне одного з обертанням планети навколо своєї осі. Причина такого нахилу осі до екліптичної площини невідома, одна з гіпотез говорить про можливе зіткнення Урана з тілом, можливо, масивнішим за Землю ще на етапі формування планет.

## Фізичні характеристики
Уран належить до числа планет-гігантів: його екваторіальний радіус (25 600 км) майже вчетверо більший, а маса (8,7·1025 кг) — у 14,6 раза більша, ніж у Землі. Середня густина Урана 1270 кг/м³, що у 4,38 раза менше, ніж густина Землі. Це робить його передостанньою на густиною планетою після Сатурна. Порівняно мала густина типова для планет-гігантів: у процесі формування з газопилової протопланетної хмари найлегші компоненти (водень та гелій) стали для них основним «будівельним матеріалом», у той час як планети земної групи значною мірою їх втратили й тому мають помітно більшу частку важчих елементів.

## Склад і внутрішня будова
Подібно до інших планет-гігантів, атмосфера планети Урана складається переважно з водню, гелію та метану, хоча їхні частки дещо нижчі порівняно з Юпітером і Сатурном.
Теоретична модель будови Урана така: його поверхневий шар є газорідкою оболонкою, під якою розташована крижана мантія (суміш водяного й аміачного льоду), а ще глибше — ядро з твердих порід. Маса мантії та ядра становить приблизно 85—90 % усієї маси Урана. Зона твердої речовини сягає 3/4 радіуса планети.
Температура в центрі Урана — близько 10 000 °C, тиск 7—8 млн бар. На межі ядра тиск приблизно на два порядки нижчий. Ефективна температура умовної поверхні, визначена за тепловим випромінюванням з поверхні планети, становить близько 55 К.

### Внутрішня будова

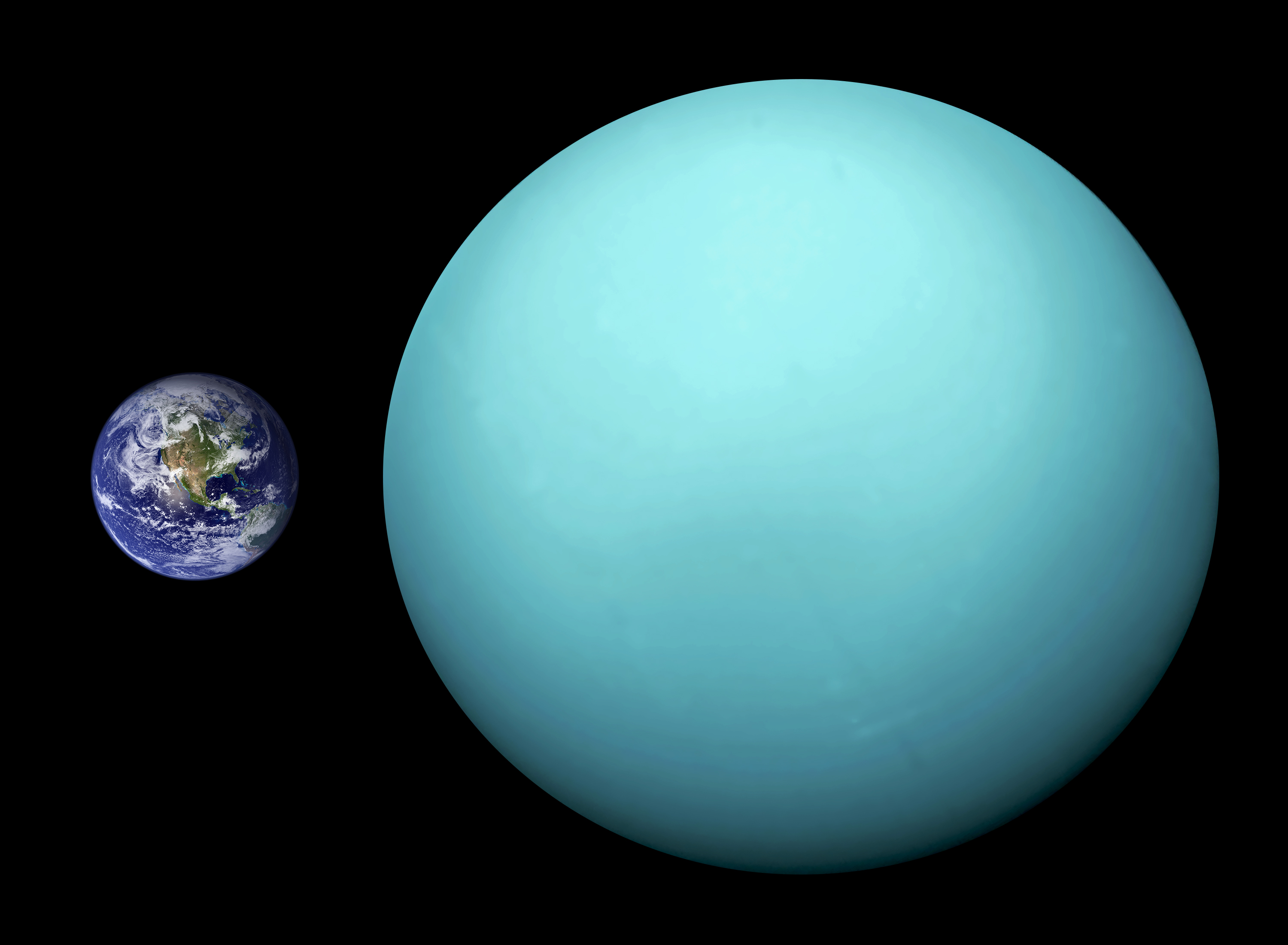
Зіставлення розмірів Землі та Урана

Внутрішня будова Урана

Попри те, що радіус Урана трохи більший за радіус Нептуна, його маса дещо менша, що свідчить на користь гіпотези, згідно з якою він складається переважно з різних льодів — водного, аміачного і метанового. Їхня маса, за різними оцінками, становить від 9,3 до 13,5 земної маси. Водень і гелій складають лише малу частину від загальної маси (між 0,5 і 1,5 земної маси); інша частка (0,5—3,7 земної маси) припадає на гірські породи, які, як вважають, становлять ядро планети.
Стандартна модель Урана припускає, що Уран складається з трьох частин: у центрі — кам'яне ядро, у середині — крижана оболонка, зовні — воднево-гелієва атмосфера. Ядро є відносно маленьким, з масою приблизно від 0,55 до 3,7 земної маси і з радіусом у 20 % від радіуса всієї планети. Мантія (льоди) складає велику частину планети (60 % від загального радіуса, до 13,5 земних мас). Атмосфера масою, що становить всього 0,5 земних мас (або, за іншими оцінками, 1,5 земної маси), простягається на 20 % радіуса Урана. У центрі Урана густина повинна підвищуватися до 9 кг/м³. Тиск на межі ядра і мантії має досягати 8 млн бар (800 ГПа) за температури в 5000 К. Крижана оболонка фактично не є крижаною в загальноприйнятому розумінні цього слова, тому що складається з гарячої та щільної рідини, що є сумішшю води, аміаку й метану.
Цю рідину, що має високу електропровідність, іноді називають «океаном водного аміаку». Склад Урана й Нептуна сильно відрізняється від складу Юпітера й Сатурна завдяки «кригам», що переважають над газами, виправдовуючи віднесення Урана і Нептуна до категорії крижаних гігантів.
На початку 2023 року вчені також повідомили про виявлення дивного і непоясненого сигналу десятирічної давнини, який може вказувати на існування прихованих океанів на Урані. Сигнал був виявлений дослідниками, які вивчали десятирічні дані космічного апарата НАСА «Вояджер-2», що пролетів повз Уран у 1986 році. За словами дослідницької групи, сигнал, про який йдеться, є «коливанням» магнітного поля Урана. Це коливання, яке спостерігав «Вояджер-2», вказує на те, що під крижаною оболонкою Урана може існувати шар електропровідної рідини, який потенційно може бути океаном рідкої води. Якщо це підтвердиться, то Уран стане третьою планетою в Сонячній системі після Землі та Юпітера, яка має прихований океан.
Попри те що описана вище модель є поширенішою, вона не є єдиною. На підставі спостережень можна також побудувати й інші моделі — наприклад, якщо істотна кількість водневого і скельного матеріалу змішується в крижаній мантії, загальна маса льодів буде нижчою, і відповідно, повна маса водню і скельного матеріалу — вищою. Доступні дані не дають змоги визначити, яка модель правильніша. Рідка внутрішня структура означає, що в Урана немає ніякої твердої поверхні, оскільки газоподібна атмосфера плавно переходить у рідкі шари. Проте для зручності за «поверхню» було вирішено умовно прийняти сплющений сфероїд обертання, де тиск дорівнює 1 бару. Екваторіальний і полярний радіус цього сплющеного сфероїда становлять 25 559 ± 4 і 24 973 ± 20 км. Далі в статті ця величина і буде прийматися за нульовий відлік для шкали висот Урана.

### Внутрішнє тепло
Внутрішнє тепло Урана значно менше, ніж в інших планет-гігантів Сонячної системи. Тепловий потік планети дуже низький, і причина цього наразі невідома. Нептун, схожий на Уран за розмірами та складом, випромінює в космос у 2,61 раза більше теплової енергії, ніж отримує від Сонця. В Урана ж надлишок теплового випромінювання дуже малий, якщо взагалі є. Тепловий потік від Урана дорівнює 0,042—0,047 Вт/м², і ця величина менша, ніж у Землі (~0,075 Вт/м²). Вимірювання в дальній інфрачервоній частині спектра показали, що Уран випромінює лише в 1,06 ± 0,08 раза більше енергії від тієї, що отримує від Сонця. Найнижча температура, зареєстрована в тропопаузі Урана, становить 49 К (–224 °C), що робить планету найхолоднішою з усіх планет Сонячної системи — навіть холоднішою, ніж Нептун.
Існує дві гіпотези, що намагаються пояснити цей феномен. Перша з них стверджує, що ймовірне зіткнення протопланети з Ураном під час формування Сонячної системи, яке викликало великий нахил його осі обертання, призвело до розсіювання наявного тепла. Згідно з другою гіпотезою, у верхніх шарах Урана є деякий прошарок, що перешкоджає тому, щоб тепло від ядра досягало верхніх шарів. Наприклад, якщо сусідні шари мають різний склад, конвективне перенесення тепла від ядра вгору може бути ускладненим.
Відсутність надлишкового теплового випромінювання планети значно ускладнює визначення температури її надр, однак якщо припустити, що температурні умови всередині Урана близькі до характерних для інших планет-гігантів, то там можливе існування рідкої води й, отже, Уран може належати до планет Сонячної системи, на яких можливе існування життя.

### Атмосфера
Хоча Уран і не має твердої поверхні у звичному розумінні цього слова, найвіддаленішу частину газоподібної оболонки заведено називати його атмосферою. Вважають, що атмосфера Урана починається за 300 км від зовнішнього шару при тиску 100 барів і температурі 320 К. «Атмосферна корона» простягається на відстань, що вдвічі перевищує радіус від «поверхні» з тиском 1 бар. Атмосферу умовно можна розділити на 3 частини: тропосфера (−300 км — 50 км; тиск становить 100 — 0,1 бара), стратосфера (50—4000 км; тиск становить 0,1 — 10-10 барів) і термосфера/атмосферна корона (4000—50 000 км від поверхні). Мезосфера в Урана відсутня.

#### Склад
Склад атмосфери Урана помітно відрізняється від складу інших частин планети завдяки високому вмісту гелію та молекулярного водню. Молярна частка гелію (тобто відношення кількості атомів гелію до кількості всіх атомів і молекул) у верхній тропосфері дорівнює 0,15 ± 0,03 і відповідає масовій частці 0,26 ± 0,05. Це значення дуже близьке до протозоряної масової частки гелію (0,275 ± 0,01). Гелій не локалізований у центрі планети, що характерно для інших газових гігантів. Третя складова атмосфери Урана — метан (CH4). Метан має добре видимі смуги поглинання у видимому та ближньому інфрачервоному спектрі. Він складає 2,3 % за кількістю молекул (на рівні тиску 1,3 бара). Це співвідношення значно знижується з висотою через те, що надзвичайно низька температура змушує метан «вимерзати». Наявність метану, що поглинає колір червоної частини спектра, надає планеті її зелено-блакитного кольору. Поширеність менш летких сполук, як-от аміак, вода та сірководень, у глибині атмосфери відома погано. Крім того, у верхніх шарах Урана виявлені сліди етану (C2H6), метилацетилену (CH3C2H) та діацетилену (C2HC2H). Ці вуглеводні, мабуть, є продуктом фотолізу метану сонячною ультрафіолетовою радіацією. Спектроскопія також виявила сліди водяної пари, чадного та вуглекислого газів. Ймовірно, вони потрапляють на Уран із зовнішніх джерел (наприклад, із комет, що пролітають поряд).

#### Тропосфера

Графік залежності тиску від температури на Урані.

Тропосфера — найнижча і найщільніша частина атмосфери — характеризується зменшенням температури із висотою. Температура падає від 320 К знизу тропосфери (на глибині 300 км) до 53 К на висоті 50 км. У найвищій частині тропосфери (тропопаузі) вона варіюється між 57 і 49 К залежно від широти. Більша частина інфрачервоного випромінювання (у дальній інфрачервоній частині спектра) планети припадає на тропопаузу та дає змогу визначити ефективну температуру планети (59,1 ± 0,3 К). Тропосфера має складну будову: ймовірно, водні хмари можуть розташовуватися у проміжку тиску від 50 до 100 бар, хмари гідросульфіду амонію — у діапазоні 20—40 бар, хмари аміаку та сірководню — у діапазоні 3—10 бар. Метанові ж хмари можуть розташовуватися в проміжку між 1 і 2 барами. Тропосфера — дуже динамічна частина атмосфери, і в ній добре видно сезонні зміни, хмари та сильні вітри.

#### Верхня частина атмосфери

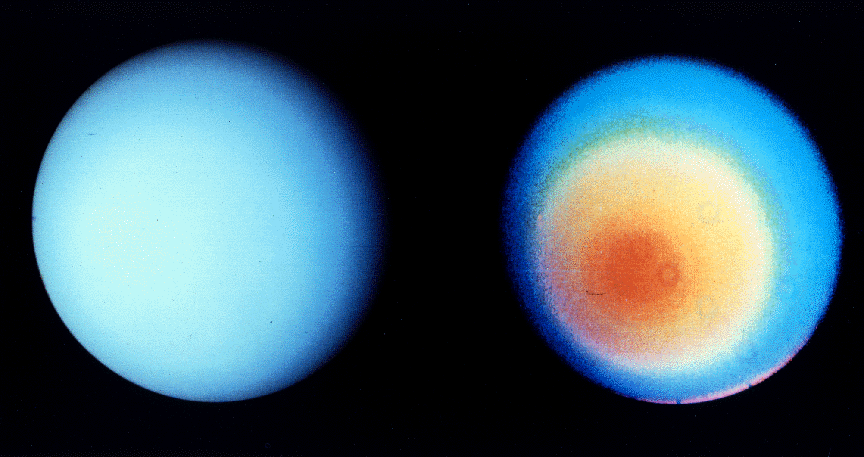
Зображення у природних кольорах (ліворуч) і на коротших хвилях (праворуч), що дають змогу розрізнити смуги хмар і атмосферний «капюшон» (знімок «Вояджера-2»)

Після тропопаузи починається стратосфера, де температура не знижується, а, навпаки, збільшується з висотою: з 53 К у тропопаузі до 800—850 К в основній частині термосфери. Нагрівання стратосфери викликане поглинанням сонячної інфрачервоної та ультрафіолетової радіації метаном та іншими вуглеводнями, що утворюються завдяки фотолізу метану. Крім цього, стратосфера нагрівається також і термосферою. Вуглеводні займають відносно низький шар від 100 до 280 км у проміжку від 10 до 0,1 мілібара і температурні межі між 75 і 170 К. Найпоширеніші вуглеводні — ацетилен і етан — становлять у цій області 10−7 відносно водню, концентрація якого тут близька до концентрації метану та чадного газу. У важчих вуглеводнів, вуглекислого газу та водяної пари це відношення ще на три порядки нижче. Етан і ацетилен конденсуються у холоднішій та нижчій частині стратосфери й тропопаузі, формуючи тумани. Однак концентрація вуглеводнів вище цих туманів значно менша, ніж на інших планетах-гігантах.
Найвіддаленіші від поверхні частини атмосфери — термосфера і корона — мають температуру 800—850 К, але причини такої температури ще не зрозумілі. Ні сонячна ультрафіолетова радіація (ні ближня, ні дальня частина ультрафіолетового спектра), ні полярні сяйва не можуть забезпечити потрібну енергію (хоча низька ефективність охолодження через відсутність вуглеводнів у верхній частині стратосфери може робити свій внесок). Крім молекулярного водню термосфера містить велику кількість вільних водневих атомів. Їх маленька маса і велика температура можуть допомогти пояснити, чому термосфера простягається на 50 000 км (на два планетарних радіуси). Ця протяжна корона — унікальна особливість Урана. Саме вона є причиною низького вмісту пилу в його кільцях. Термосфера Урана та верхній шар стратосфери утворюють іоносферу, яка розташовується на висотах від 2000 до 10 000 км. Іоносфера Урана щільніша, ніж у Сатурна та Нептуна, можливо, через низьку концентрацію вуглеводнів у верхній стратосфері. Іоносфера підтримується переважно сонячною ультрафіолетовою радіацією і її густина залежить від сонячної активності. Полярні сяйва тут не настільки часті та суттєві, як на Юпітері та Сатурні.
Атмосфера Урана — незвично спокійна у порівнянні з атмосферами інших планет-гігантів, навіть порівняно з Нептуном, який схожий з Ураном як за складом, так і за розміром. Коли «Вояджер-2» наблизився до Урана, то вдалося зафіксувати всього 10 смуг хмар у видимій частині планети. Така спокійна атмосфера може бути пояснена надзвичайно низькою внутрішньою температурою. Вона набагато нижча, ніж у інших планет-гігантів. Найнижча температура, зареєстрована в тропопаузі Урана, становить 49 К (–224 °C), що робить планету найхолоднішою серед планет Сонячної системи — вона навіть холодніша за більш віддалені від Сонця Нептун та Плутон.

### Кільця Урана

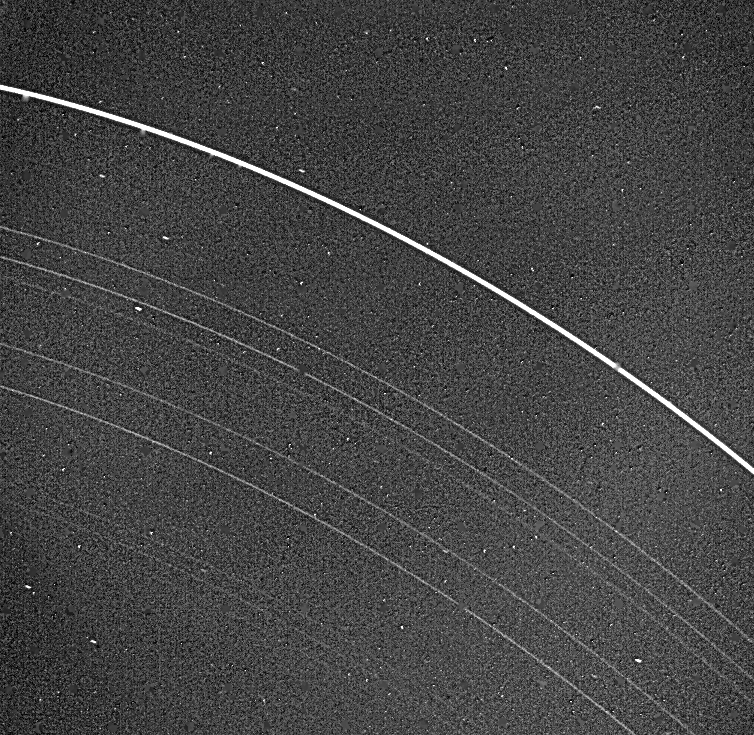
Внутрішні кільця Урана. Яскраве зовнішнє кільце — кільце ε, також видно вісім інших кілець

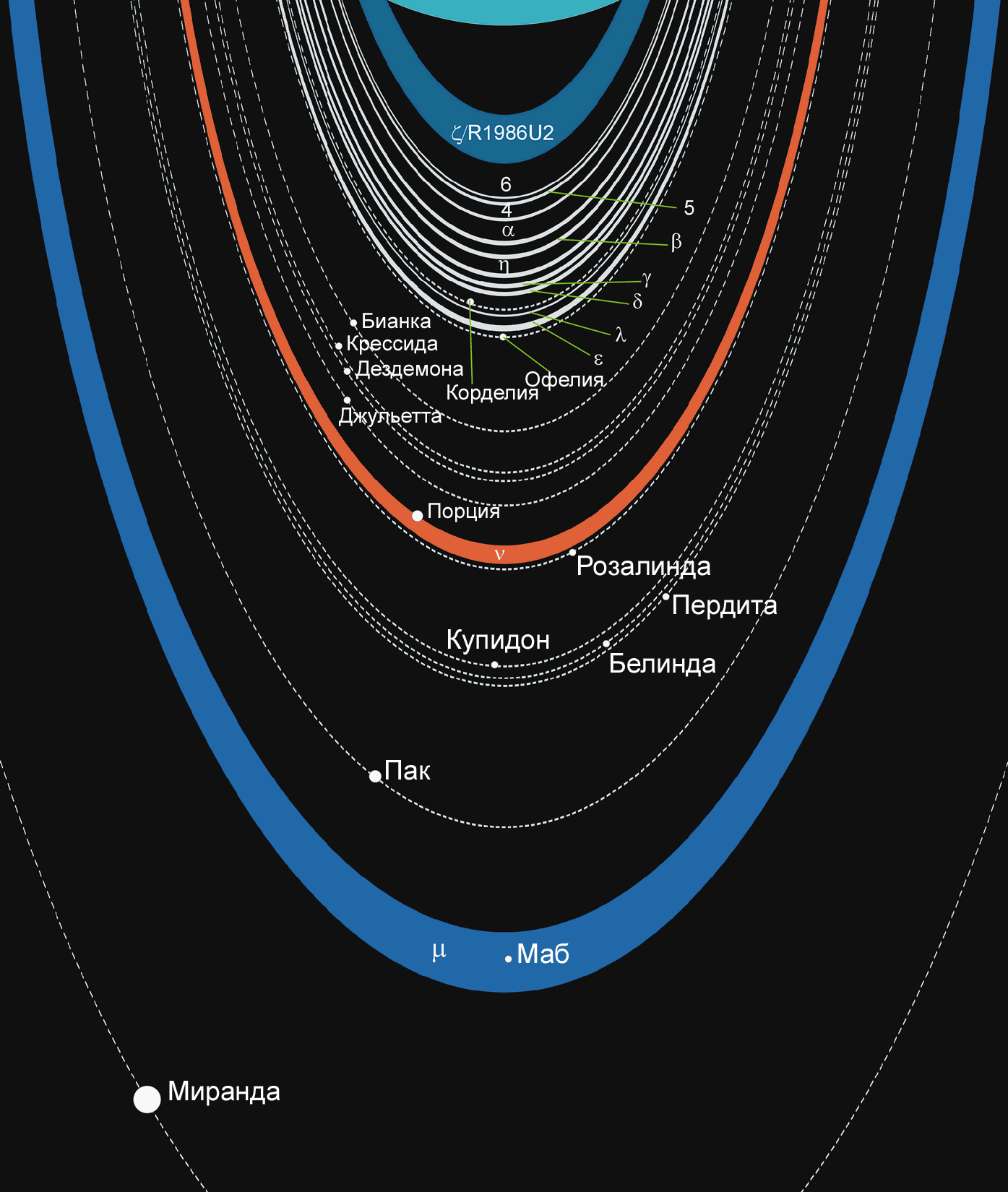
Схема кілець Урана

Уран має слабко виражену систему кілець, що складається з дуже темних частинок діаметром від мікрометрів до часток метра. Це друга кільцева система, виявлена у Сонячній системі (першою була система кілець Сатурна). Наразі в Урана відомо 13 кілець, найяскравішим із яких є кільце ε (епсилон). Кільця Урана, ймовірно, досить молоді — на це вказують проміжки між ними, а також різниця у їх прозорості. Причиною цього є те, що кільця сформувалися не разом із планетою. Можливо, раніше кільця були одним із супутників Урана, який зруйнувався або при зіткненні з деяким небесним тілом, або під дією припливних сил.
1789 року Вільям Гершель стверджував, що бачив кільця, однак це повідомлення видається сумнівним, оскільки ще протягом двох століть після цього інші астрономи не могли їх виявити. Наявність система кілець в Урана була підтверджена офіційно лише 10 березня 1977 року американськими вченими Джеймсом Л. Еліотом (англ. James L. Elliot), Едвардом В. Данемом (англ. Edward W. Dunham) і Дагласом Дж. Мінком (англ. Douglas J. Mink), що використовували бортову обсерваторію Койпера. Відкриття було зроблено випадково — група першовідкривачів планувала виконати спостереження атмосфери Урана при покритті Ураном зорі SAO 158687. Однак аналізуючи отриману інформацію, вони виявили ослаблення зорі ще до її покриття Ураном, причому це відбулося кілька разів підряд. У результаті було відкрито 9 кілець Урана. Коли в околиці Урана прибув космічний апарат «Вояджер-2», з допомогою бортової оптики вдалося виявити ще 2 кільця, тим самим збільшивши загальну кількість відомих кілець до 11. У грудні 2005 року космічний телескоп «Габбл» допоміг відкрити ще два раніше невідомих кільця. Вони розташовані удвічі далі, ніж відкриті раніше кільця, і тому їх ще часто називають «зовнішньою системою кілець Урана». Крім кілець «Габбл» також допоміг відкрити два раніше невідомих невеликих супутника, орбіта одного з яких (Меб) збігається з найдальшим кільцем. З врахуванням останніх двох кілець загальна кількість кілець Урана дорівнює 13. У квітні 2006 року зображення нових кілець, отримані обсерваторією Кека на Гавайських островах, дали змогу розрізнити кольори зовнішніх кілець. Одне з них було червоним, а інше (зовнішнє) — синім. Вважається, що синій колір зовнішнього кільця викликаний тим, що воно складається з дрібних частинок водяного льоду з поверхні Меб. Внутрішні кільця планети виглядають сірими.
У роботах першовідкривача Урана Вільяма Гершеля перша згадка про кільця зустрічається в записі від 22 лютого 1789 року. У примітках до спостережень він відмітив, що передбачає в Урана наявність кілець. Гершель також запідозрив їхній червоний колір (що було підтверджено 2006 року спостереженнями обсерваторії Кека для передостаннього кільця). Примітки Гершеля потрапили до Журналу Королівського товариства 1797 року. Однак згодом, протягом майже двох століть — з 1797 по 1979 рік, — кільця в літературі не згадуються взагалі, що, звичайно, дає право підозрювати помилку вченого. Утім, достатньо точні описи побаченого Гершелем не дають приводу просто так відкидати його спостереження.
Коли Земля перетинає площину кілець Урана, їх видно з ребра. Таке було, наприклад, у 2007—2008 роках.

### Магнітосфера
До початку досліджень за допомогою Вояджера-2 жодні вимірювання магнітного поля Урана не проводилися. Перед прибуттям апарата до орбіти Урана в 1986 році передбачалося, що воно буде відповідати напрямку сонячного вітру, геомагнітні полюси мали б збігатися з географічними, які лежать у площині екліптики.
Вимірювання «Вояджера-2» дали змогу виявити в Урана специфічне магнітне поле, яке не збігалося з геометричним центром планети, і нахилене на 59 градусів щодо осі обертання, магнітний диполь зміщений від центру планети до південного полюса приблизно на 1/3 від радіуса планети. Ця незвичайна геометрія призводить до дуже асиметричного магнітного поля, де напруженість на поверхні в південній півкулі може становити 0,1 гауса, тоді як у північній півкулі може досягати 1,1 гауса. У середньому по планеті цей показник дорівнює 0,23 гауса. Дипольний момент Урана перевершує Земний у 50 разів. Крім Урана, аналогічне зміщене магнітне поле спостерігається і в Нептуна — у зв'язку з цим припускають, що така конфігурація є характерною для крижаних гігантів. Одна з гіпотез пояснює цей феномен тим, що магнітне поле в планет земної групи й інших планет-гігантів генерується в центральному ядрі, а магнітне поле у «крижаних гігантів» формується на відносно малих глибинах: наприклад, в океані рідкого аміаку, у тонкій конвективній оболонці, навколишній рідкій внутрішній частині, що має стабільну шарувату структуру.
У березні 2020 року астрономи НАСА повідомили про детектування великої магнітної бульбашки в атмосфері Урана, так званого плазмоїда, що покинула атмосферу і вирушила у відкритий космос. Це детектування стало можливим після аналізу старих даних, записаних «Вояджером-2» під час його прольоту поблизу планети в 1986 році.

## Клімат

### Атмосферні утворення, хмари та вітри

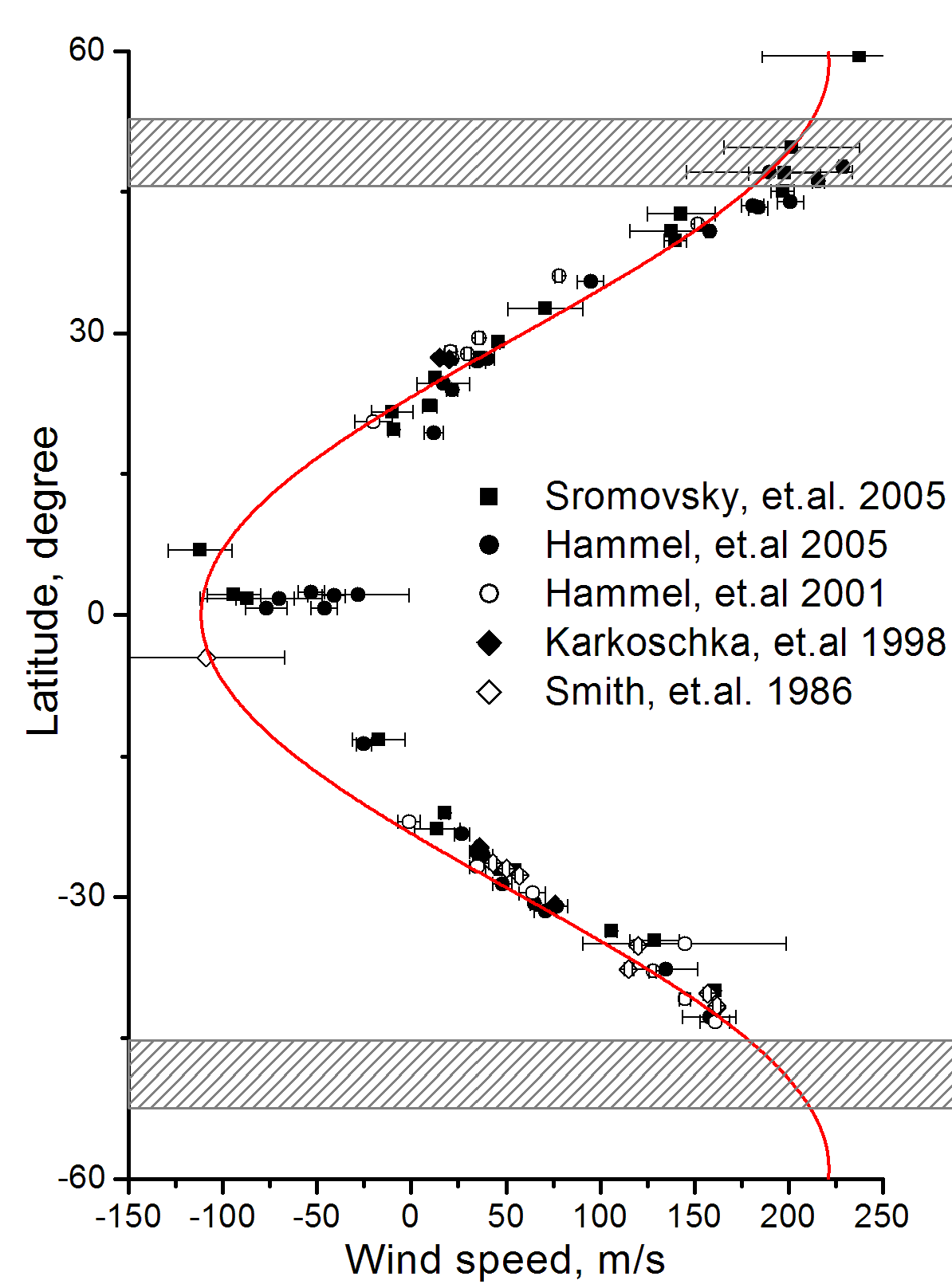
Зональні швидкості хмар на Урані

Знімки, зроблені «Вояджером-2» 1986 року, показали, що видиму південну півкулю Урана можна поділити на дві області: яскравий «полярний капюшон» і менш яскраві екваторіальні зони. Ці зони межують на широті −45°. Вузька смуга в проміжку між −45° і −50°, яка називається південним «кільцем», є найпомітнішою особливістю півкулі та видимої поверхні взагалі. «Капюшон» і кільце, ймовірно, розташовані в інтервалі тиску від 1,3 до 2 бар і є щільними хмарами метану.
На жаль, «Вояджер-2» наблизився до Урана під час «південного полярного літа» і не зміг зафіксувати північне полярне коло. Однак на початку XXI століття, коли північну півкулю Урана вдалося роздивитися через космічний телескоп «Габбл» і телескопи обсерваторії Кека, жодного «капюшона» чи «кільця» в цій частині планети виявлено не було. Таким чином, була відмічена чергова асиметрія в будові Урана, особливо яскравої поблизу південного полюса і рівномірно темної в областях на північ від «південного кільця».
Крім великомасштабної смугастої структури атмосфери «Вояджер-2» відмітив 10 маленьких яскравих хмар, більша частина яких була помічена в області кількох градусів на північ від «південного кільця»; у всіх інших відношеннях Уран виглядав «динамічно мертвою» планетою. Однак у 1990-х роках кількість зареєстрованих яскравих хмар значно збільшилася, причому більша їх частина була виявлена у північній півкулі планети, яка в цей час стала видимою. Перше пояснення цього (світлі хмари легше помітити у північній півкулі, ніж у яскравішій південній) не підтвердилося. У структурі хмар обох півкуль є відмінності: північні хмари менші, яскравіші та чіткіші. Судячи з усього, вони розташовані на більшій висоті. Час життя хмар буває різним — деякі з помічених хмар не проіснували й кількох годин, у той час як мінімум одна з південних збереглася з моменту прольоту біля Урана «Вояджера-2». Нещодавні спостереження Нептуна й Урана показали, що між хмарами цих планет є і багато схожого. Хоча погода на Урані спокійніша, на ньому, так само як і на Нептуні, були відмічені «темні плями» (атмосферні вихори) — 2006 року вперше в його атмосфері було помічено та сфотографовано вихор. Одна з гіпотез полягає в тому, що, на відміну від магнітних полів земних і газових гігантів, які генеруються в їх ядрах, магнітні поля крижаних гігантів генеруються рухом на відносно невеликих глибинах — наприклад, у водно-аміачному океані.

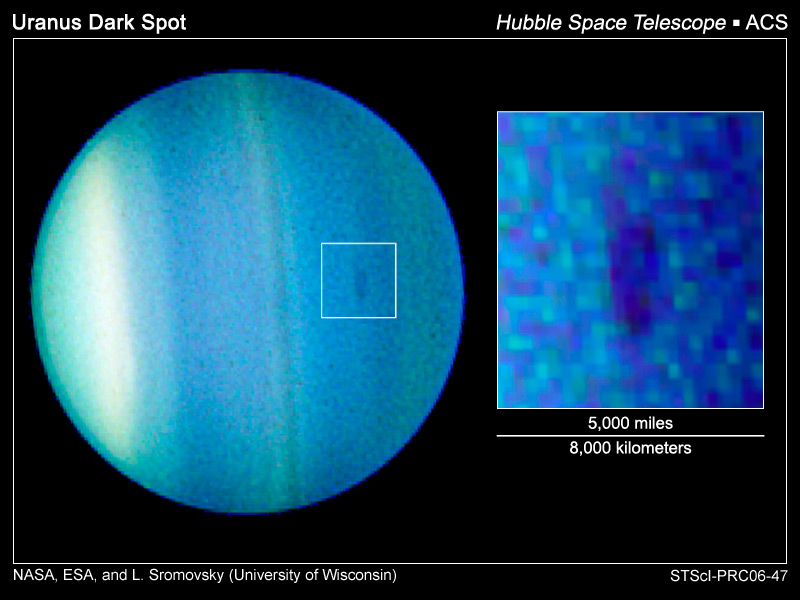
Перший атмосферний вихор, помічений на Урані. Знімок отриманий «Габблом»

Відстежування різних хмар дало змогу визначити зональні вітри, що дмуть у верхній тропосфері Урана. На екваторі вітри є ретроградними, тобто дмуть у протилежному відносно обертання планети напрямку, і їхні швидкості (оскільки рух протилежний до обертання) становлять −100 і −50 м/с. Швидкості вітрів прямують до нуля зі збільшенням відстані від екватора аж до широти ±20°, де вітру майже немає. Вітри починають дути в напрямку обертання планети аж до полюсів. Швидкості вітрів починають рости, досягаючи свого максимуму в широтах ±60° і падаючи практично до нуля на полюсах. Швидкість вітру на широті −40° коливається від 150 до 200 м/с, а далі спостереженням заважає «південне кільце», яке своєю яскравістю затінює хмари й не дає змоги обчислити швидкість вітру ближче до південного полюса. Максимальна швидкість вітру, помічена на планеті, була зареєстрована у північній півкулі на широті +50° і дорівнює понад 240 м/с.

### Сезонні зміни

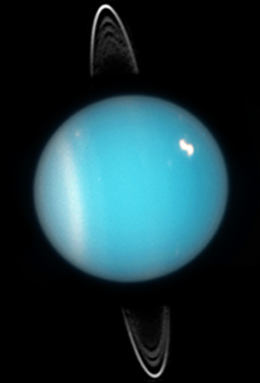
Уран. 2005 рік. Видно «південне кільце» і яскраву хмару на півночі

Протягом короткого періоду з березня по травень 2004 року в атмосфері Урана було помічено активнішу появу хмар, майже як на Нептуні. Спостереження зареєстрували швидкість вітру до 229 м/с (824 км/год) і постійну грозу, названу «феєрверком четвертого липня». 23 серпня 2006 року Інститут дослідження космічного простору (Боулдер, штат Колорадо, США) та Університет Вісконсину спостерігали темну пляму на поверхні Урана, що дало змогу розширити знання про зміну пір року на цій планеті. Чому відбувається таке підвищення активності, точно невідомо — можливо, «екстремальний» нахил осі Урана призводить до «екстремальних» змін сезонів. Визначення сезонних варіацій Урана залишається лише справою часу, адже перші якісні відомості про його атмосферу були отримані менше ніж 84 роки тому (рік на Урані триває 84 земних років). Фотометрія, що почалася близько половини ураніанського року тому (в 1950-ті роки), показала варіації яскравості планети у двох діапазонах: з максимумами, що припадають на періоди сонцестоянь, і мінімумами під час рівнодень. Така періодична варіація була відмічена завдяки мікрохвильовим вимірюванням тропосфери, що почалися у 1960-ті роки. Стратосферні температурні вимірювання, що з'явилися в 1970-ті, також дали змогу виявити максимуми під час сонцестоянь (зокрема, 1986 року). Більшість цих змін, ймовірно, відбувається через асиметрію планети.
Проте, як показують дослідження, сезонні зміни на Урані не завжди залежать від зазначених вище факторів. У період свого попереднього «північного сонцестояння» 1944 року в Урана піднявся рівень яскравості в області північної півкулі — це показало, що вона не завжди була тьмяною. Видимий, повернутий до Сонця полюс під час сонцестояння набирає яскравість і після рівнодення стрімко темніє. Детальний аналіз візуальних і мікрохвильових вимірювань показав, що збільшення яскравості не завжди відбувається під час сонцестояння. Також відбуваються зміни в меридіанному альбедо. Нарешті, в 1990-ті роки, коли Уран покинув точку сонцестояння, завдяки космічному телескопу «Габбл» вдалося помітити, що південна півкуля почала помітно темніти, а північна — ставати яскравішою, у ній збільшувалася швидкість вітрів і ставало більше хмар, але простежувалася тенденція до прояснення. Механізм, що керує сезонними змінами, все ще недостатньо вивчений. Біля літніх і зимових сонцестоянь обидві півкулі Урана перебувають або під сонячним світлом, або в темряві відкритого космосу. Прояснення освітлених сонцем ділянок, мабуть, відбуваються через локальне потовщення туману і хмар метану в шарах тропосфери. Яскраве кільце на широті −45° також пов'язане з хмарами метану. Інші зміни у південній полярній області можуть пояснюватися змінами в нижчих шарах. Варіації зміни інтенсивності мікрохвильового випромінювання з планети, ймовірно, викликані змінами в глибинній тропосферній циркуляції, тому що товсті полярні хмари й тумани можуть перешкоджати конвекції. Коли наближається день осіннього рівнодення, рушійні сили змінюються, і конвекція може відбуватися знову.

## Формування Урана
Багато аргументів свідчать про те, що відмінності між крижаними та газовими гігантами були обумовлені при формуванні Сонячної системи. Як вважають, Сонячна система сформувалася з гігантської кулі з газу і пилу, так званої протосонячної туманності, яка оберталась. Поступово куля ставала щільнішою, сформувався диск з Сонцем у центрі. Більша частина водню та гелію пішла на формування Сонця. Частинки пилу стали збиратися разом, щоб згодом сформувати протопланети. Оскільки планети збільшувалися в розмірах, у деяких із них утворилися досить сильні магнітні поля, які дали їм змогу почати концентрувати навколо себе залишковий газ. Чим більше газу вони отримували, тим більшими ставали, і чим більшими ставали, тим більше газу отримували, поки їхня маса не досягала критичної точки, після якої починала збільшуватись у геометричній прогресії. Крижаним гігантам вдавалось накопичити значно менше газу (отриманий ними газ тільки в кілька разів перевищував масу Землі), і тому їхня маса не досягала цієї критичної точки. Сучасні теорії формування Сонячної системи мають деякі труднощі в поясненнях формування Урана і Нептуна. Ці планети занадто великі для відстані, на якій вони знаходяться від Сонця. Можливо, раніше вони були ближче до Сонця, але потім якимось чином змінили орбіти. Утім, нові методи планетарного моделювання показують, що Уран і Нептун дійсно могли сформуватися на своєму теперішньому місці, і, таким чином, їхні справжні розміри, згідно з цими моделями, не стоять на заваді в теорії походження Сонячної системи.

## Супутники Урана

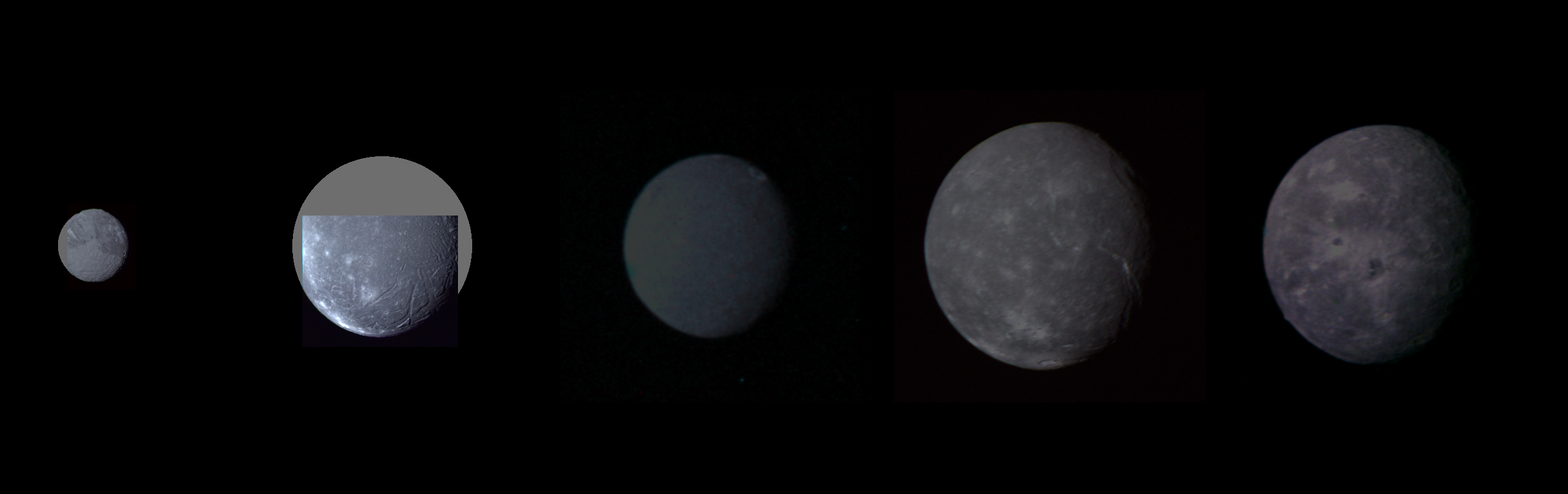
Головні супутники Урана в порядку зростання відстані, зліва праворуч: Міранда, Арієль, Умбрієль, Титанія, Оберон (фотографії «Вояжера-2»).

Уран має 28 супутників та систему кілець. Усі супутники отримали назви на честь персонажів творів Вільяма Шекспіра та Александра Поупа. Перші два супутники — Титанію й Оберон — 1787 року відкрив Вільям Гершель. Ще два сферичні супутники (Арієль та Умбрієль) були відкриті 1851 року Вільямом Ласселлом. 1948 року Джерард Койпер відкрив Міранду. Останні супутники були відкриті після 1985 р., під час місії «Вояджера-2», або за допомогою вдосконалених наземних телескопів. Про відкриття 28-го супутника Урана Центр малих планет Міжнародного астрономічного союзу оголосив 23 лютого 2024 року.
Супутники Урана можна поділити на три групи:
- чотирнадцять внутрішніх;
- п'ять великих;
- дев'ять нерегулярних супутників.

Внутрішні супутники — невеликі, темні об'єкти, схожі за характеристиками та походженням на кільця планети.
П'ять великих супутників досить масивні, щоб гідростатична рівновага надала їм сфероїдальної форми. На чотирьох із них помічено ознаки внутрішньої та зовнішньої активності, як-от формування каньйонів і гіпотетичний вулканізм на поверхні. Найбільший із них, Титанія, має в діаметрі 1578 км і є 8-м за величиною супутником у Сонячній системі. Її маса у 20 разів менша земного Місяця.
Нерегулярні супутники Урана мають еліптичні й дуже нахилені (здебільшого ретроградні) орбіти на великій відстані від планети.

## Дослідження Урана

### Хронологія відкриттів
| Дата       | Відкриття                       | Першовідкривач                                    |
| ---------- | ------------------------------- | ------------------------------------------------- |
| 13.03.1781 | Уран                            | Вільям Гершель                                    |
| 11.01.1787 | Титанія і Оберон                | Вільям Гершель                                    |
| 22.01.1789 | Згадка про кільця Урана         | Вільям Гершель                                    |
| 22.10.1851 | Аріель і Умбріель               | Вільям Ласселл                                    |
| 16.01.1948 | Міранда                         | Джерард Койпер                                    |
| 10.03.1979 | Система кілець Урана            | Група дослідників повітряної обсерваторії Койпера |
| 30.01.1985 | Пак                             | Стівен Сіннот та станція «Вояджер-2»              |
| 03.01.1986 | Джульєтта і Порція              | Стівен Сіннот та станція «Вояджер-2»              |
| 09.01.1986 | Крессида                        | Стівен Сіннот, станція «Вояджер-2»                |
| 13.01.1986 | Дездемона, Розалінда і Белінда  | Стівен Сіннот та станція «Вояджер-2»              |
| 18.01.1986 | Пердіта                         | Еріх Каркошка та станція «Вояджер-2»              |
| 20.01.1986 | Корделія і Офелія               | Річард Терріл та станція «Вояджер-2»              |
| 23.01.1986 | Б'янка                          | Бредфорд Сміт та станція «Вояджер-2»              |
| 06.09.1997 | Калібан і Сікоракса             | Група дослідників                                 |
| 18.07.1999 | Сетебос, Стефано і Просперо     | Група дослідників                                 |
| 13.08.2001 | Трінкуло, Фердинанд і Франциско | Група дослідників                                 |
| 25.08.2003 | Меб і Купідон                   | Марк Шоуволтер і Джек Ліссауер                    |
| 29.08.2003 | Маргарита                       | Скотт Шеппард, Девід Джевітт                      |
| 23.08.2006 | Темна пляма Урана               | Космічний телескоп «Габбл» і група дослідників    |

### Дослідження автоматичними міжпланетними станціями

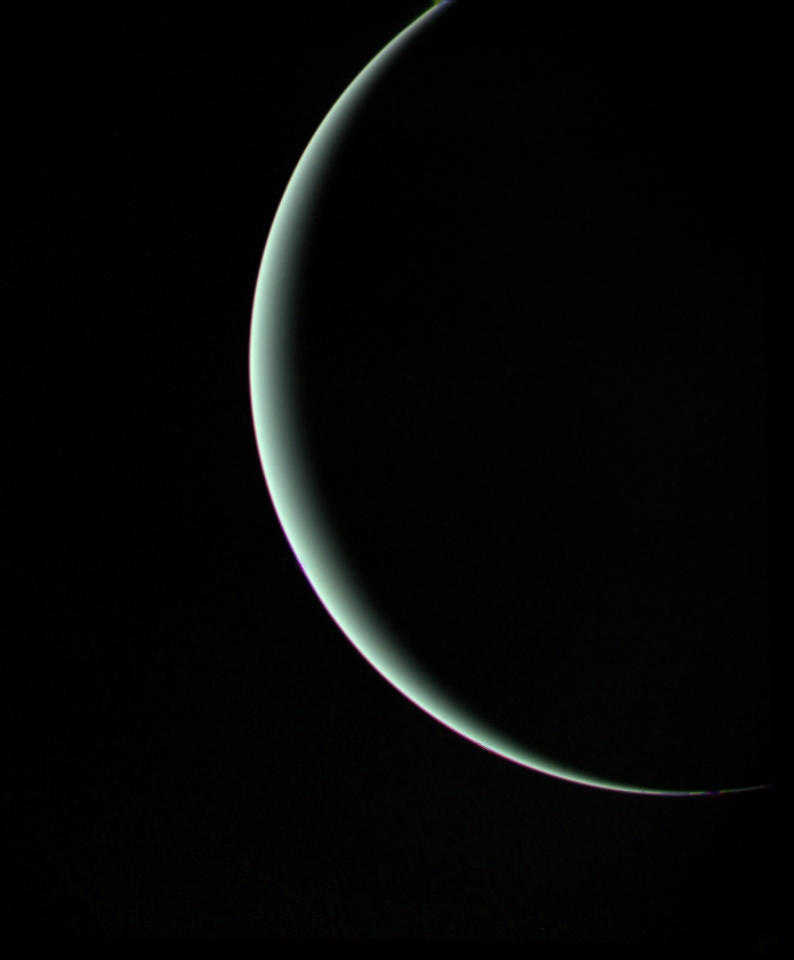
Фотографія Урана, зроблена «Вояджером-2» під час відправлення до Нептуна.

У 1986 році космічний апарат НАСА «Вояджер-2» по пролітній траєкторії перетнув орбіту Урана та пролетів за 81 500 км від поверхні планети. Це єдині в історії космонавтики відвідини околиць Урана космічним апаратом, створеним людиною. «Вояджер-2» стартував у 1977 році, до прольоту поблизу Урана провів дослідження Юпітера та Сатурна (а пізніше й Нептуна). На світлинах, що прислав апарат, видно невиразну у видимому спектрі планету без хмар та атмосферних штормів, характерних для інших планет-гігантів. Проте наразі наземними спостереженнями вдалося вирізнити ознаки сезонних змін та збільшення погодної активності на планеті, викликаних наближенням Урана до точки свого рівнодення.
«Вояджер-2» провів вивчення структури та складу атмосфери Урана, виявив 11 нових супутників, вивчив унікальні погодні умови, викликані осьовим креном у 97,77° і дослідив систему кілець. Також було досліджено магнітне поле та будову магнітосфери і, особливо, «магнітного хвоста», викликаного поперечним обертанням. Було виявлено 2 нових кільця і сфотографовано 5 найбільших супутників. Завдяки відомостям, отриманим апаратом «Вояджер-2», працівники Інституту Джорджії прийшли до висновку, що магнітне поле Урана щоденно змінює свої полюси.
Серед запропонованих місій дослідження Урана міжпланетними станціями:
- Uranus Orbiter and Probe[98] — проєкт НАСА за участю європейських вчених, міститиме атмосферний зонд для спуску на Уран. Старт не планується раніше 2031 року.
- MUSE[99] — місія, що пропонується ESA, також запланована з атмосферним зондом. Попередній рік запуску — 2026, рік прибуття на орбіту Урана — 2044-й.
- ODINUS[100] — запропонована ESA місія пари штучних супутників-близнюків, що будуть досліджувати Уран і Нептун відповідно.
- Oceanus[101] — ще один концепт місії від НАСА в рамках програми New Frontiers.
- Uranus Pathfinder[102] — місія запропонована Сполученим Королівством.

## Уран у культурі
В астрології Уран (символ — ) вважається правителем знаку Водолія. Оскільки Уран — ціанового кольору та асоціюється з електрикою, колір електрик, що близький до ціанового, асоціюється зі знаком Водолія.
Хімічний елемент уран, відкритий в 1789 році німецьким хіміком Мартіном Генріхом Клапротом, був названий на честь недавно відкритої планети Уран. Частина «Чарівник Уран» симфонічної сюїти «Планети» Густава Голста, написаної між 1914 та 1916 роками, присвячена планеті Уран. Також, операція «Уран» — одна з військових операцій під час Другої світової війни.
Окрім вище зазначеного, Уран фігурував у численних літературних творах у художній літературі та фантастиці:
- Дебют — одразу через 3 роки після відкриття, в 1784 році, Уран — місце дії сатиричного памфлету невідомого автора Mr. Vivenair, що опублікував A Journey Lately Performed Through the Air in an Aerostatic Globe, Commonly Called an Air Balloon, From This Terraquaeous Globe to the Newly Discovered Planet, Georgium Sidus[105].
- У міфах Ктулху планета Уран присутня під іменем L'gy'hx, заселена кубуватими металевими багатоногими істотами.
- У творі Ларрі Нівена «Світ поза часом[en]» планета Уран обладнується масивним термоядерним мотором і використовується, щоб обережно переміщати Землю якомога далі від сонця, штучно створеного внаслідок громадянської війни між Землею та її колоніями.
- У науково-фантастичному романі Сергія Павлова «Місячна веселка» розвиток сюжетної лінії починається довкола непояснених драматичних подій, які трапилися з першими пілотованими експедиціями на супутник Урана Оберон[106].